# Vandve
Vandve est une île de la commune de Dønna , en mer de Norvège dans le comté de Nordland en Norvège.

## Description
L'île de 5,8 km2 est située sur la côte du Helgeland, à l'ouest de l'île de Dønna et au sud des îles Åsvær. L'île est relativement plate, avec le point culminant à environ 27 m. Il y a environ une quarantaine de résidents en comptant ceux de la petite île voisine de Slapøya. L'industrie principale est la pisciculture. Vandve Church (en) fut fondée en 1956.
L'île est reliée par le ferry depuis Solfjellsjøen.